# Goran Vujić
Goran Vujić (serbisch-kyrillisch Горан Вујић, * 7. Dezember 1982 in Loznica, Jugoslawien) ist ein serbischer E-Bassist.

## Leben und Wirken
Vujić stammt aus einer Musikerfamilie; sein Vater war professioneller Gitarrist und Bassist. Mit seiner Familie wanderte er während des Krieges im früheren Jugoslawien nach Deutschland aus. Im Alter von 13 Jahren beschloss er, E-Bass zu spielen, nachdem sein Vater ihm Unterrichtsvideos von John Patitucci und Jaco Pastorius geschenkt hatte. Im Alter von 19 Jahren begann er, Musik an der Folkwang-Hochschule in Essen zu studieren. Ab Ende 2006 gehörte er zu der Pop-Rock-Band LaFee, mit der er international auf Tournee war, Alben einspielte und in Fernseh-Shows in Deutschland auftrat (z. B. Echo, Bravo Super Show, TV Total, Goldene Stimmgabel, ZDF-Fernsehgarten).
Vujić veröffentlichte zwei Alben mit der Fusionjazz-Band Gut mit dem Gitarristen Thorsten Praest und Ulf Stricker am Schlagzeug. Weiterhin war er mit Walter Fischbacher in dessen Band Phishbacher Trio mit den Schlagzeugern Yutaka Uchida bzw. Ulf Stricker unterwegs; gemeinsam entstanden fünf Alben. Er ist außerdem als freischaffender Musiker, Studio- und Sessionmusiker tätig, etwa für Zlatko Manojlović, Albie Donnellys Supercharge oder Elisabeth Lohninger. Er ist auch auf Alben von Hans Van Even mit den Gitarristen Tony MacAlpine und Brett Garsed, auf Alex de Macedos Natureman in Factoryland und auf dem Album Let Sleeping Dogs Lie des Gitarristen Ricky Garcia mit Jordan Rudess von der Band Dream Theater zu hören.

## Diskographische Hinweise
- Gut: Nerd Alert (Jazzsick Records, 2010)
- Gut: Le Chien du Jazz (Jazzsick Records, 2013)
- Phishbacher Trio: Azul (Lofish Music, 2013)
- Angela Puxi: Badapapapaa  (4MPO, 2015)
- Elisabeth Lohninger: Eleven Promises (Jazzsick Records, 2016)